# Бокк, Макс (депутат Рийгикогу)
Макс Вольдемар Густав Эдуард Бокк (нем. Max Bock; 4 апреля 1885, Ревель — 28 апреля 1949, Швабия) — политик немецкого меньшинства в Эстонии.

## Биография
Макс Бокк родился 4 апреля 1885 года; был сыном врача Юлиуса Бокка (родился 6 февраля 1827 в Ревеле) и его жены Элис, урождённой Кампф (родилась 4 февраля 1862 в Гамбурге).
После обучения в Николаевской гимназии в Ревеле Макс Бокк изучал медицину в 1905—1908 и право в 1908—1910 годах в Юрьевском университете. Затем он работал в 1908 году в Эузекюле и в 1909—1910 годах в Зонтаке домашним учителем.
В 1910—1912 годах продолжил обучаться праву в Демидовском юридическом лицее в Ярославле, где получил диплом I степени. В 1912—1939 годах работал адвокатом в Ревеле (Таллине).
С 1917 по 1919 год Макс Бокк был членом Эстонской провинциальной ассамблеи, в которую он был избран летом 1917 года от немецкой общины. В 1919 году был избран в Эстонское Учредительное собрание. В 1920—1923 годах в Парламенте Эстонии (Рийгикогу) он был председателем фракции Немецко-балтийской партии. Участвовал в разработке Закона о культурной автономии.
20 октября 1939 года Макс Бокк женился на Арфе Мари, урождённой Гранштрём, вдове Виллинген (родилась 9 января 1895 в Ялте). После присоединения Прибалтики к СССР в ходе принудительного переселения 8 марта 1940 года оказался в Познани, где 14 марта 1940 года получил германское гражданство. В 1940—1945 годах был судьёй в Леслау. После войны оказался в Райхольцриде в Швабии, где и провёл всю оставшуюся жизнь.